# Ramón Cotarelo
Ramón Cotarelo García  (Madrid, 1943) es un politólogo, publicista, escritor y traductor español, catedrático emérito de Ciencia Política y de la Administración de la UNED.

## Biografía

### Cuestiones académicas
Su trabajo se ha centrado en varias áreas con una perspectiva pluridisciplinar. Se ha ocupado de los partidos políticos. Su obra Los partidos políticos fue texto en varias Facultades de Ciencias Políticas y Derecho. Igualmente ha trabajado en aspectos como la Teoría del Estado y política comparada (Teoría del Estado y Sistemas políticos (con Andrés de Blas, Madrid: UNED, 1986, también manual de texto). Dentro de este campo destaca una línea de estudio e investigación sobre el Estado del bienestar (Del Estado del bienestar al Estado del malestar. La crisis del Estado social y el problema de legitimidad, Madrid: Centro de Estudios Constitucionales, 1986, 1990). en el que señalaba que la crítica neoliberal amenazaba ya con desmantelar el Estado del bienestar.
Se ha ocupado asimismo del análisis de la transición española: La transición democrática española (Comp. con J. F.Tezanos y A. de Blas). Madrid: Sistema  (1986) y Transición política y consolidación democrática en España (1976-1986), (Comp.) Madrid: Centro de Investigaciones Sociológicas (1992). Una visión crítica sobre este tema lo acusa de haber presentado una visión edulcorada y legitimatoria del fenómeno e, incluso de haber coadyuvado a elaborar una visión “oficial” o pretendidamente “modélica” de la transición. En su obra posterior, el propio autor parece haberse distanciado de sus primeras posiciones y adoptado un punto de vista más crítico.
Desde fines del siglo XX, Cotarelo ha venido centrando su trabajo en la teoría y la praxis de la sociedad de la información. Ha publicado abundante obra sobre el impacto de internet en el proceso y la comunicación políticas y es el principal animador de las periódicas Jornadas de Ciberpolítica, reuniones bienales de especialistas de este campo de estudio que tienen cada vez mayor repercusión. También es un ciberactivista, autor de un blog, Palinuro (www.cotarelo.blogspot.com), muy conocido, con una media de 25.000 visitas únicas diarias. Igualmente cuenta con una fuerte presencia en las redes sociales, con más de 175.000 seguidores en Twitter.[cita requerida]

### Debates en la esfera pública
Junto a su obra académica y ensayística en general, Cotarelo ha tenido puntuales apariciones en el debate público ya desde los años ochenta, con intervenciones esporádicas en los medios y siempre en cuestiones controvertidas de interés general. 
Así entre los años de 1990 y 1996, se significó en su defensa[cita requerida] de los gobiernos de Felipe González, azotados por la corrupción y el terrorismo de Estado. La defensa de los gobiernos del PSOE le granjeó la etiqueta de intelectual próximo al PSOE, adjudicación que tomaba pie en sus aportaciones a las “Jornadas de Jávea” del año 1986 y subsiguientes, una especie de centro de reflexión y debate teóricos a la sombra del PSOE. Y más todavía cuando intervino en el referéndum sobre la permanencia de España en la OTAN, convocado por el gobierno de Felipe González, en favor del sí. Lo argumentó en un artículo publicado en El País, el 11 de marzo de 1986, el día de reflexión.
En los últimos años, Cotarelo ha destacado por su incondicional apoyo al «derecho a decidir» y al independentismo catalán. Su posición, favorable al reconocimiento real y efectivo del carácter plurinacional del Estado español, se ha intensificado a partir de los avatares del Estatuto catalán de 2006, su revisión por el Tribunal Constitucional y la eclosión del sentimiento independentista que ha provocado.  No tiene ambages en llamar el derecho a decidir derecho de autodeterminación y sobre esto ha publicado una extensa obra, La desnacionalización de España. De la nación posible al Estado fallido (Valencia: Tirant Lo Blanch, 2015), que se complementó con otra sobre La República Catalana (Barcelona: Ara Llibres, 2016). En esta línea, en 2017 cerró la lista electoral de ERC en las elecciones catalanas.

## Obras

### Ensayos
- 1979: Crítica de la teoría de sistemas, Madrid: Centro de investigaciones sociológicas.
- 1979: Indice analítico de la Constitución española (con Enrique Linde), Madrid: Editora Nacional.
- 1981: Introducción a la Teoría del Estado (Comp.), Barcelona: Teide. (Varias reediciones)
- 1982: Las utopías en el mundo occidental (Comp.), Madrid: Universidad Internacional Menéndez Pelayo.
- 1984: Orwell, 1984. Reflexiones desde 1984 (Comp. con Carlos García Gual), Madrid: Espasa-Calpe.
- 1985: Los partidos políticos, Madrid: Sistema. (Varias reediciones). (ISBN: 978-84-86497-00-2)
- 1986: Del Estado del bienestar al Estado del malestar, Madrid: Centro de Estudios Constitucionales. (2ª ed.: 1990)
- 1986: Teoría del Estado y sistemas políticos, 2 vols. (el I, con Andrés de Blas), Madrid: UNED (Varias reediciones).
- 1987: Resistencia y desobediencia civil, Madrid: Eudema.
- 1987: Introducción a la Ciencia Política (Comp. con Juan Luis Paniagua Soto), Madrid: UNED (Varias reediciones).
- 1988: Teoría del Estado (Con Andrés de Blas), Madrid: UNED (varias reediciones).
- 1989: Lineamenti del sistema politico spagnolo, Florencia, Universitá di Firenze.
- 1989: La transición democrática española (Comp. con J.F.Tezanos y A. de Blas). Madrid: Sistema.
- 1989: La izquierda, desengaño, resignación, utopía, Madrid: Ediciones del Drac.[9]
- 1990: En torno a la teoría de la democracia, Madrid: Centro de Estudios Constitucionales.
- 1992: El mundo después de la guerra (Comp.), nº ext. de la revista Aldaba, UNED: Melilla.
- 1992: Transición política y consolidación democrática en España (1976-1986) (Comp.) Madrid: Centro de Investigaciones Sociológicas.
- 1993: Cambio de rumbo. Relatos, Melilla: UNED.
- 1993: Sistemas políticos de la Unión Europea (con Paloma Román y Juan Maldonado), Madrid: Universitas.
- 1994: Las Ciencias Sociales en España 3. La Ciencia Política y de la Administración (Coordinador), Madrid: Editorial Complutense.
- 1995: Temas de materias sociales: Teoría Política (Coord.), Madrid: Ministerio de Administraciones Públicas (2 vols.)
- 1995: La conspiración. El golpe de estado difuso, Barcelona, Ediciones B.
- 1996: El alarido ronco del ganador. Las elecciones de 1996, los medios de comunicación y el porvenir de España, Barcelona: Grijalbo-Mondadori. ISBN 84-253-2989-2
- 1997: El desgobierno de la derecha, Barcelona: Ediciones B.
- 1998: El cuarto poder. Medios de comunicación y legitimidad democrática en España (con Juan Carlos Cuevas, Eds.), Melilla: UNED.[10]
- 1998: Ordeno y mando. La derecha contra el Estado de derecho, Madrid: Temas de Hoy. ISBN 84-7880-947-3
- 2004: Política y literatura. La obra de Ayn Rand, Valencia: UNED.
- 2004: Medios de comunicación y proceso político, nº monográfico de la revista Política y Sociedad (Comp. con Óscar García Luengo), Vol. 41, nº 1, Madrid.
- 2005: La fábula del otro yo. La figura del doble en la literatura, Valencia: UNED.
- 2006: La izquierda del siglo XXI, Bogot: Universidad Externado.
- 2010: La política en la era de Internet, Valencia: Tirant lo Blanch.
- 2011: Memoria de franquismo, Madrid: Akal.
- 2012: El sueño de la verdad. Los conflictos en la sociedad abierta, Madrid: La catarata
- 2012: España en crisis. Balance de la segunda legislatura de Rodríguez Zapatero (comp. con César Colino), Valencia: Tirant Lo Blanch.
- 2012: La comunicación política y las nuevas tecnologías (Comp. con Ismael Crespo), Madrid: La catarata.
- 2013: Ciberpolítica. Las nuevas formas de acción y comunicación políticas (Comp.) Valencia: Tirant lo Blanch.
- 2013: Rompiendo amarras. La izquierda entre dos siglos. Una visión personal, Madrid: Akal.
- 2014: La democracia del siglo XXI. Política, medios de comunicación, internet y redes sociales (Eds. con José Antonio Olmeda) Madrid: Centro de Estudios Políticos y Constitucionales.
- 2015: La desnacionalización de España. De la nación posible al Estado fallido, Valencia: Tirant Lo Blanch.
- 2015: La antitransición. La derecha neofranquista y el saqueo de España (Con José Manuel Roca) Valencia: Tirant Lo Blanch.
- 2015: Introducción a la política, Valencia: Tirant lo Blanch.
- 2016: La República Catalana, Barcelona: Ara Llibres.
- 2018: España quedó atrás, Barcelona: Ara Llibres.
- 2018: Todos los Hombres del Presidente, Valencia: Tirant lo Blanch.
- 2019: Discurso a la nación catalana, Barcelona: Ara Llibres.
- 2019: Extramuros. Cataluña y la izquierda española, Valencia: Tirant lo Blanch.
- 2019: Els nous dictadors, Valencia: La Caja Books.
- 2019: Los nuevos dictadores, Valencia: La Caja Books.
- 2020: Ramón Cotarelo. Vivències i creences, Girona: Llibres del segle.
- 2020: El manantial: la Biblia del Neoliberalismo, Valencia: Tirant Lo Blanch.
- 2021: La llibertat d'expressió a Catalunya, Kindle/Amazon.
- 2022: Cròniques catalanes, Dos volúmenes. Kindle/Amazon.

### Novela
- 1995: Fraternidad (Novela), Madrid: Endymion
- 1997: ¿Quién tiene la culpa? (Novela), Palma de Mallorca: Calima ediciones

### Traducciones al español
- 1974: La Europa revolucionaria (George Rudé), Madrid, Siglo XXI
- 1974: La Europa del Renacimiento (J. Hale), Madrid, Siglo XXI
- 1975: La filosofía del arte (Arnold Hauser), Madrid, Guadarrama
- 1977: Filosofía del dinero (Georg Simmel), Madrid, IEP
- 1977: Obras políticas escogidas (Rosa Luxemburg) en col. con José Luis Iglesias Riopedre, Madrid, Ayuso, 1977.
- 1981: Reconstrucción del materialismo histórico (Jürgen Habermas) en col. con Jaime Nicolás Muñiz, Madrid, Taurus, 1981.
- 1981: Sistemas electorales del mundo (Dieter Nohlen), Madrid, CEC, 1981.
- 1981: Oportunidades vitales (Ralph Dahrendorf), Madrid, Espasa-Calpe, 1981.
- 1982: Teoría constitucional (Geoffrey Marshall), Madrid, Espasa-Calpe, 1982.
- 1985: Conciencia moral y acción comunicativa (Jürgen Habermas), Barcelona, Edicions 62, 1985.
- 1985: La reinterpretación de la sociología (Peter L. Berger), Madrid, Espasa-Calpe, 1985.
- 1987: El proceso de la civilización (Norbert Elias), Madrid, Fondo de Cultura Económica, 1987.
- 1988: Ensayos políticos (Jürgen Habermas), Barcelona, Edicions 62.
- 2010: Introducción a la teoría política (Andrew Heywood), Valencia, Tirant lo Blanch
- 2010: La transformación del Estado. Más allá del mito del repliegue (Georg Sorensen), Valencia, Tirant lo Blanch (en prensa)
- 2011: El otro mundo. Los Estados e Imperios de la Luna y los Estados e Imperios del Sol. (Cyrano de Bergerac), Traducción, estudio introductoria y notas. Madrid, Akal.
- 2014: Visión de las utopías reales (Erik Olin Wright). Madrid: Akal.
- 2014: El derecho antiguo (Henry Sumner Maine). Valencia: Tirant Lo Blanch.
- 2015: El año 2440. (Sébastien Mercier). Madrid: Akal.
- 2019: De la política. I De Herodoto a Maquiavelo. (Alan Ryan). Valencia: Tirant Lo Blanch.
- 2020: Catalunya Contra Castilla. (Anton Sieberer). Valencia: Tirant Lo Blanch.